# Sangtian (köpinghuvudort i Kina, Jiangxi Sheng, lat 27,13, long 116,57)
Sangtian är en köpinghuvudort i Kina. Den ligger i provinsen Jiangxi, i den sydöstra delen av landet, omkring 190 kilometer söder om provinshuvudstaden Nanchang. Antalet invånare är 12 722. Befolkningen består av 6 113 kvinnor och 6 609 män. Barn under 15 år utgör 20,0 %, vuxna 15-64 år 72 %, och äldre över 65 år 6,0 %.
Runt Sangtian är det ganska tätbefolkat, med 144 invånare per kvadratkilometer. Närmaste större samhälle är Baishe, 15,9 km sydväst om Sangtian. I omgivningarna runt Sangtian växer huvudsakligen savannskog.
Genomsnittlig årsnederbörd är 2 454 millimeter. Den regnigaste månaden är juni, med i genomsnitt 431 mm nederbörd, och den torraste är oktober, med 19 mm nederbörd.